# Forme (Massa d'Albe)
Forme is een plaats (frazione) in de Italiaanse gemeente Massa d'Albe.